# Yuan Xinyue
Yuan Xinyue (Chongqing, 21 dicembre 1996) è una pallavolista cinese, centrale del Tianjin.

## Carriera

### Club
La carriera di Yuan Xinyue inizia nel 2009, quando entra a far parte del settore giovanile del Bayi, dove gioca per quattro annate.
Nella stagione 2013-14 inizia la carriera professionistica, andando a giocare in prestito al Guangdong Hengda, col quale debutta nella Volleyball League A cinese, classificandosi al quarto posto in campionato; nel 2014 fa il suo debutto in nazionale maggiore, aggiudicandosi la medaglia d'argento al campionato mondiale. Nella stagione seguente torna al Bayi, vincendo lo scudetto e ricevendo il premio di miglior centrale del campionato.
Nel campionato 2017-18, dopo l'eliminazione del suo club dalla corsa ai play-off scudetto, gioca in prestito allo Jiangsu. Nella stagione 2021-22 si accasa al Tianjin, sempre nella massima divisione cinese.

### Nazionale
Tra il 2011 e il 2013 fa parte della selezione cinese under 18, vincendo la medaglia d'argento al campionato mondiale 2011 e poi quella d'oro nell'edizione 2013, nella quale riceve anche i premi di MVP e miglior centrale del torneo.
Nel 2015 conclude al primo posto sia il campionato asiatico e oceaniano che la Coppa del Mondo, nel 2016 si aggiudica la medaglia d'oro ai Giochi olimpici di Rio de Janeiro 2016 e nel 2017 l'oro alla Grand Champions Cup.
Nel 2018 vince la medaglia di bronzo alla Volleyball Nations League e al campionato mondiale. Nel 2023 conquista la medaglia d'oro alla Volleyball Nations League, venendo premiata come miglior centrale, e l'oro ai XIX Giochi asiatici.

## Palmarès

### Club
- Campionato cinese: 1

2014-15
- Campionato turco: 1

2024-25

### Nazionale (competizioni minori)
- Campionato mondiale under 18 2011
- Campionato mondiale under 18 2013
- Giochi asiatici 2022

### Premi individuali
- 2013 - Campionato mondiale under 18: MVP
- 2013 - Campionato mondiale under 18: Miglior centrale
- 2015 - Volleyball League A cinese: Miglior centrale
- 2017 - Grand Champions Cup: Miglior centrale
- 2023 - Volleyball Nations League: Miglior centrale